# Apple Park
Apple Park (транскр.  Епл Парк по ИПА: /ˈæpəl pɑːk/ ) је ново седиште Епла у Купертину у Калифорнији које је заменило старо седиште које се налазило у истом граду. Apple Park је отворен априла 2017. године.
Због његовог округлог облика и величине, Епл парк је у медијима добио надимак „свемирски брод“ (енг. 'the spaceship'). Парк, чија површина износи 71 хектар, смештен је у приградском делу града и моћи ће да прими 12 000 запослених у централној четвороспратној згради која има 260 000 m². Осамдесет посто плаца је у зеленим површинама које чини дрвеће отпорно на сушу као и флора карактеристична за Купертино.

## Историја
Концепт објекта је урадио бивши генерални директор Епла, Стив Џобс, док је Норман Фостер урадио дизајн. Џобс је Фостеру показао зграду која се налази на Пиксар кампусу у Емервилу, која подсећа на катедралу и коју је Џобс дизајнирао у циљу да све држи под једним те истим кровом. Стив Џобс је провео две године радећи на овом пројекту пре него што је преминуо 2011.
У априлу 2006. године, Стив Џобс је објавио градском савету Купертина да је Епл набавио девет поседа која се налазе један до другог како би се започела изградња другог кампуса – Епл Кампус 2. Куповина потребних поседа се одвијала преко Хајнс интреста.

Тек је априла 2008. године Епл затражио потребне дозволе за изградњу, стога се сматрало да овај пројекат неће бити готов до 2010. године као што је првобитно било предвиђено. Међутим тренутно се део просторија на градилишту користи за пословања компаније. Новембра 2010. године, Сан Хосе меркјури нјуз (енг. San Jose Mercury News) је открио да је Епл докупио још 40 хектара које HP Inc. више не користи. Овај простор је био кампус ХП у Купертину, пре него што је измештен у Пало Алто.
Јуна 2011. године, тадашњи генерални директор Епла, Стив Џобс, је изнео детање о архитектонском пројекту нове зграде и окружења пред Грађански савет Купертина.
Дана 15. октобра 2013. године, грађански савет је једногласно одобрио планове Епла за изградњу новог кампуса након шесточасовних преговора. Убрзо након тога су почели и радови рушења како би се простор припремио за почетак изградње.
Изградња пројекта је почела да се реализује 2014. године иако се очекивало да ће радови почети 2013. године. Отварање Епл парка за запослене је најавњено на конференцији за новинаре за април 2017. године.
На истој конференцији, 22. фебруара 2017. године, Епл је објавио да ће званично име кампуса бити „Епл парк“, а да ће аудиторијум бити назван „Стив Џобс тијатар“

## Локација
Седиште Епл компаније је у Купертину још од 1997. године и то је и разлог зашто се Епл парк гради на овој локацији, а не на некој јефтинијој и удаљенијој. Парк је приближно удаљен 1 km од тренутног седишта.

## Цена
Земљиште је процењено на 160 милиона америчких долара. Пројекат је процењен на 500 милиона америчких долара. Међутим, 2013. године, свеукупна процена је била скоро 5 милијарди америчких долара.